# Otto von Voß

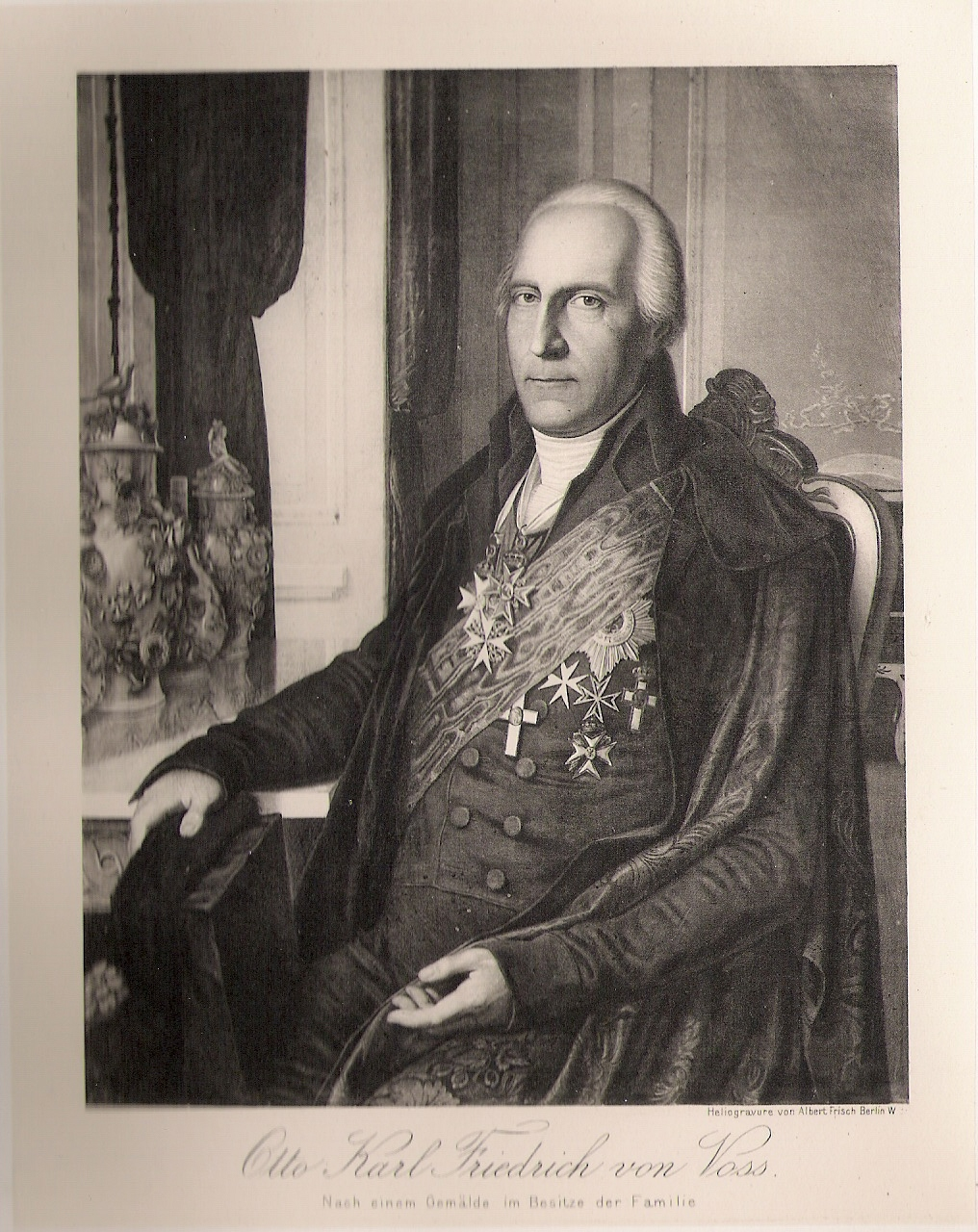
Otto von Voß

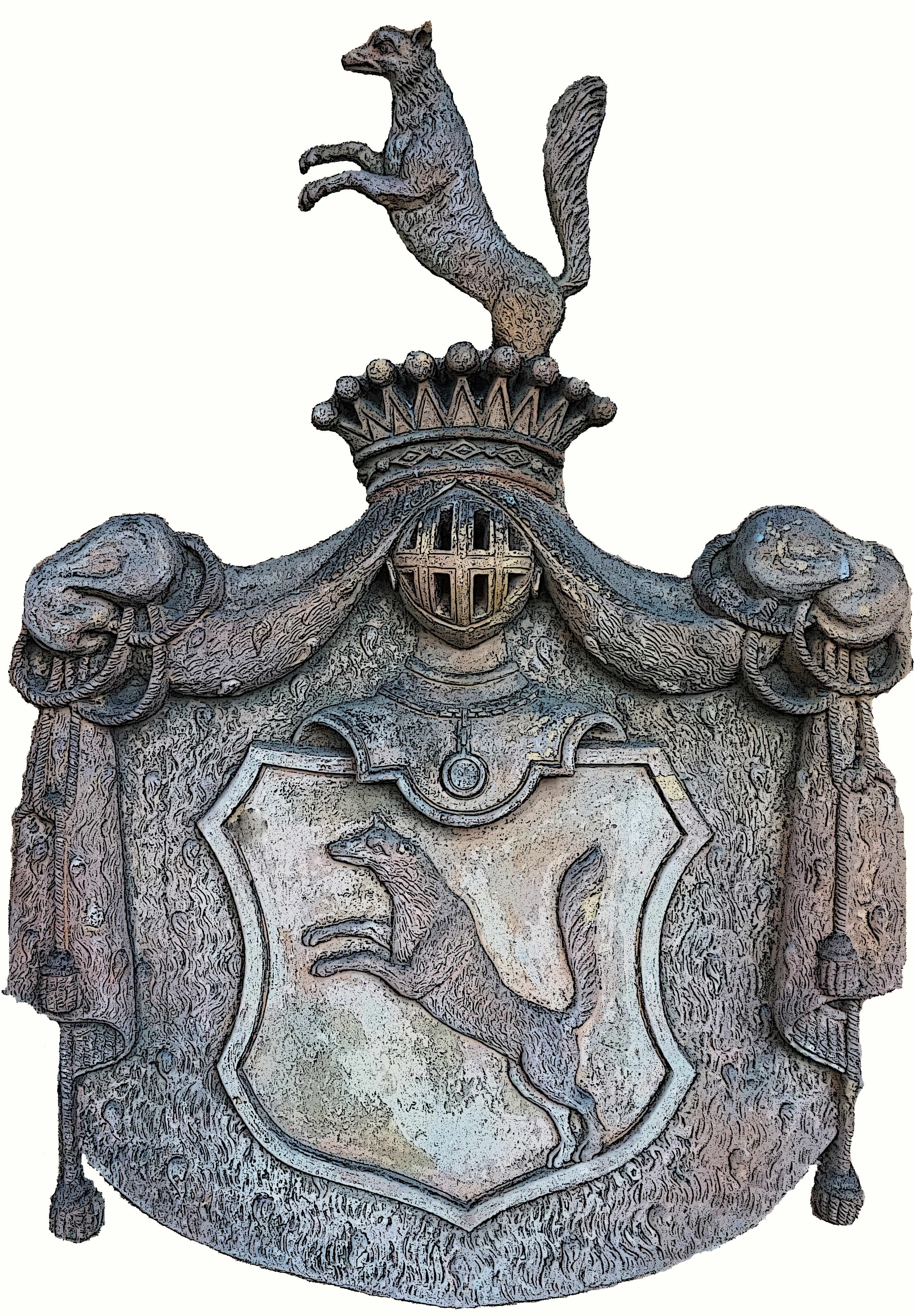
Das Wappen der Grafen von Voß Buch an der Schlosskirche in Berlin Buch

Otto Carl Friedrich von Voß (* 8. Juni 1755 in Berlin; † 30. Januar 1823 ebenda) war Geheimer Staatsminister und Domdechant im Königreich Preußen.

## Herkunft
Er entstammt dem mecklenburgischen Adelsgeschlecht von Voß. Seine Eltern waren Friedrich Christoph Hieronymus von Voß (* 13. November 1724; † 3. Oktober 1784), Erbherr auf Flotow und Trollenhagen, und dessen erster Ehefrau Amalia Ottilie von Viereck (1736–1767). Seine Schwester Julie von Voß, Gräfin von Ingenheim (1766–1789), war Hofdame, Mätresse und spätere Ehefrau des preußischen Königs Friedrich Wilhelm II. Seine Brüder waren Albrecht Leopold königlich preußischer Major (* 1759; † 31. Mai 1793) und Obrist Ferdinant Georg Wilhelm Ernst.

## Leben
Nach dem Tod des Vaters (1784) übernahm er von diesem als Majoratsherr Buch, Karow und Birkholz. Zugleich kaufte er sich vom General von Bülow die vom Vater innegehabte Havelberger Dompropstei. Der Dom zu Havelberg wurde fortan sein Lieblingsaufenthalt. 1786 trat er wieder in den Staatsdienst als Präsident der Kurmärkischen Kriegs- und Domänenkammer und 1789 als Staatsminister im Generaldirektorium mit dem Department Neumark, Neuchatel und später Magdeburg und Halberstadt. 1793 wurde er erster Provinzialminister der neu erworbenen Provinz Südpreußen. 1795 erwarb er die Magdeburger Domherrenkurie. Von 1795 bis 1798 übernahm der schlesische Provinzialminister Karl Georg Heinrich von Hoym diese Aufgabe. Ab 1798 wurde aber wieder Voß mit den Amtsgeschäften betraut und blieb im Amt, bis Südpreußen im Vierten Koalitionskrieg 1806 von feindlichen Truppen besetzt wurde (siehe auch Frieden von Tilsit).
Nach dem Tod seines Schwiegervaters erhielt er 1800 das Palais Marschall in der Wilhelmstraße in Berlin (heutige Voßstraße auf diesem Gelände, benannt nach einem seiner Verwandten).
Am 20. Februar 1808 wurde er als königlicher Kommissar entlassen.
Danach lebte von Voß zurückgezogen, zum Teil in Buch. Er verwaltete seine Güter Buch, Karow, Wartenberg, Flotow, Stavenow (bei Perleberg) und Trossin und hatte eine große Sammlung an Musikalien und an alten Musikinstrumenten. Erst ab 1821, als das Vertrauen des Königs zu Hardenbergs Geschäftsleitung zu sinken begann, wurde von Voß wieder zu wichtigen Beratungen hinzugezogen. Am 16. September 1822 wurde er zum Vizepräsidenten des Ministeriums und des preußischen Staatsrates ernannt. Zwei Tage vor seinem Tod verlieh der König ihm den Schwarzen Adler-Orden.
Beim Domstift Magdeburg besaß er bis zu seinem Lebensende die Seniorats-Präbende der Familie von dem Bussche-Streithorst. Nachfolger dieses Präbende wurde nach dem Gnadenjahr der Voßschen Erben ab März 1825 Clamor August Friedrich Wilhelm von dem Bussche zu Steinhausen (1776–1831).

## Familie
Er heiratete am 11. Dezember 1780 die Reichsgräfin Karoline Maria Susanne Finck von Finckenstein (1751–1828), Tochter des Kabinettsministers unter Friedrich II., Karl Wilhelm Graf Finck von Finckenstein. Nach seiner Heirat kaufte er, da sein Vater noch auf dem Familienbesitz in Buch lebte, in der Nähe das Gut Wartenberg in Niederbarnim. Dort und in Berlin nahm er abwechselnd seinen Wohnsitz. Otto von Voß hatte mit seiner Frau folgende Kinder:
- Friedrich Wilhelm Maximilian (* 3. Mai 1782; † 28. Februar 1847), seit dem 15. Oktober 1840 1. Graf von Voß-Buch
- Karl (Carl) Otto Friedrich Graf von Voß (* 26. September 1786; † 3. Februar 1864), 2. Graf von Voß-Buch, Domherr, Hauptritterschaftsdirektor, Staatsrat, Autor[3]
- Auguste Amalie (* 17. März 1787; † 13. November 1861) ⚭ 1812 Graf Heinrich Friedrich Leopold Finck von Finckenstein (* 14. Juni 1782; † 18. November 1868), Sohn von Friedrich Ludwig Karl Finck von Finckenstein
- Caroline Friederike Wilhelmine von Voß (* 28. August 1789; † 11. Februar 1851)
- Otto Karl Philipp (* 31. August 1794; † 10. November 1836), Landrat ⚭ 1830 Albertine Ulrike Luise Finck von Finckenstein (* 22. Juli 1786; † 24. Juli 1862) Witwe von August Wilhelm von Schierstedt (1781–1827) und Tochter von Friedrich Ludwig Karl Finck von Finckenstein

Wilhelm von Voß und Ferdinand von Voß-Buch waren Neffen.

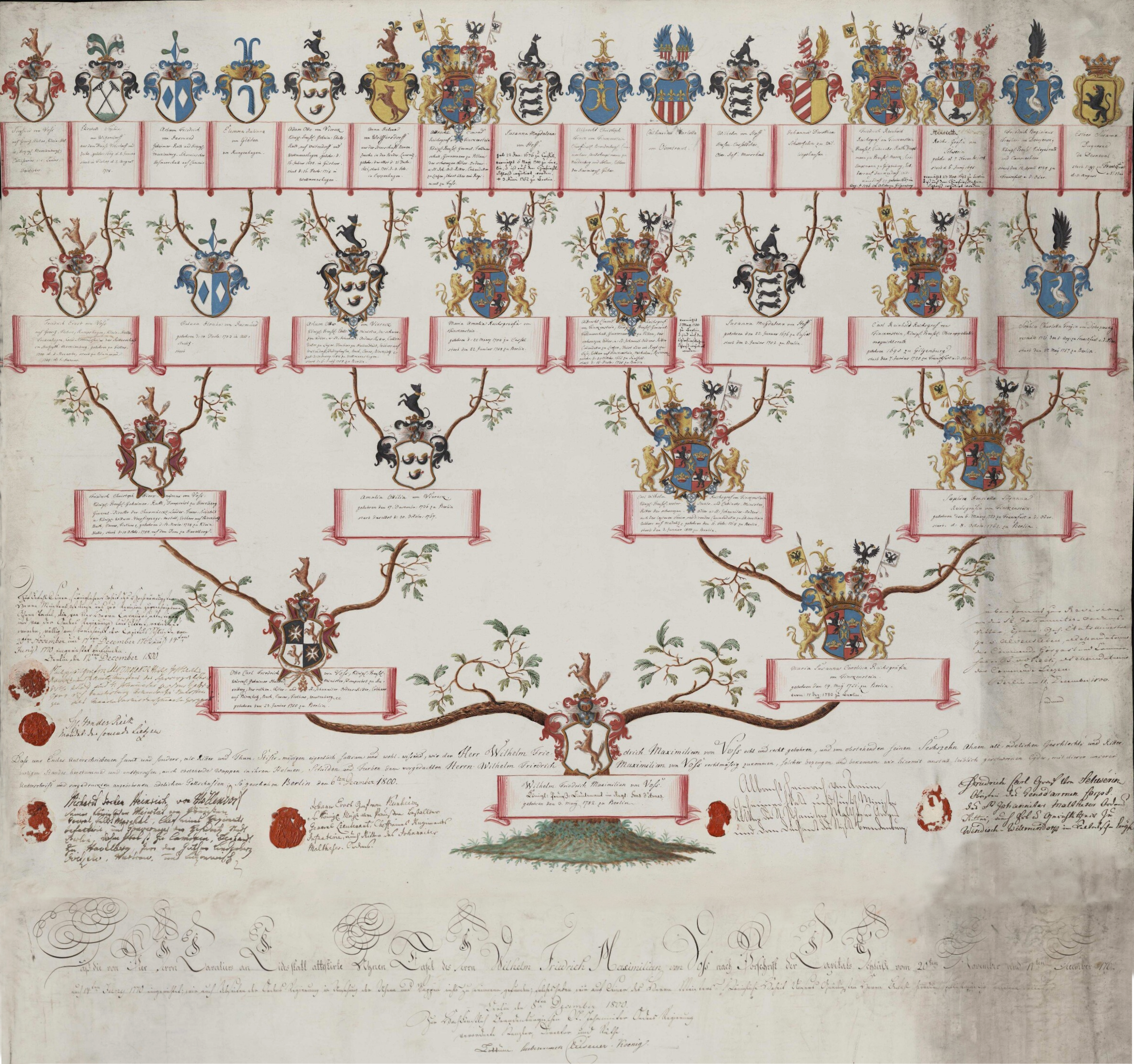
Familienstammbaum des mecklenburgischen Adelsgeschlechts von Voß